# کریگزلیست
کریگزلیست (به انگلیسی: Craigslist) وبگاهی برای طبقه‌بندی تبلیغات در مورد خرید، استخدام و انواع خدمات است. این پایگاه اطلاع‌رسانی در سال ۱۹۹۵ به وسیلهٔ کریگ نیومارک بنیان‌گذاری گردید که خاستگاه اصلی آن در خلیج سان فرانسیسکو بود. این پایگاه در سال ۲۰۰۰ گستره فعالیت خود را به سایر شهرهای ایالات متحده و کانادا توسعه داد که اکنون ۷۰ کشور را پوشش می‌دهد. روش کار این وبگاه به این شکل است که شما ابتدا کشور یا منطقه سکونت شهری خود (فقط برای شهرهای ایالات متحده، کانادا و تعداد معدودی از دیگر کشورها) را انتخاب و سپس از روی فهرست نمایش داده شده، خدمات، کالاها یا شغل مورد نظر خود را جستجو می‌کنید. در نهایت این وبگاه اطلاعاتی در مورد آن آگهی از قبیل تاریخ و خلاصه موارد ارائه می‌دهد.